# Konsthallen 14

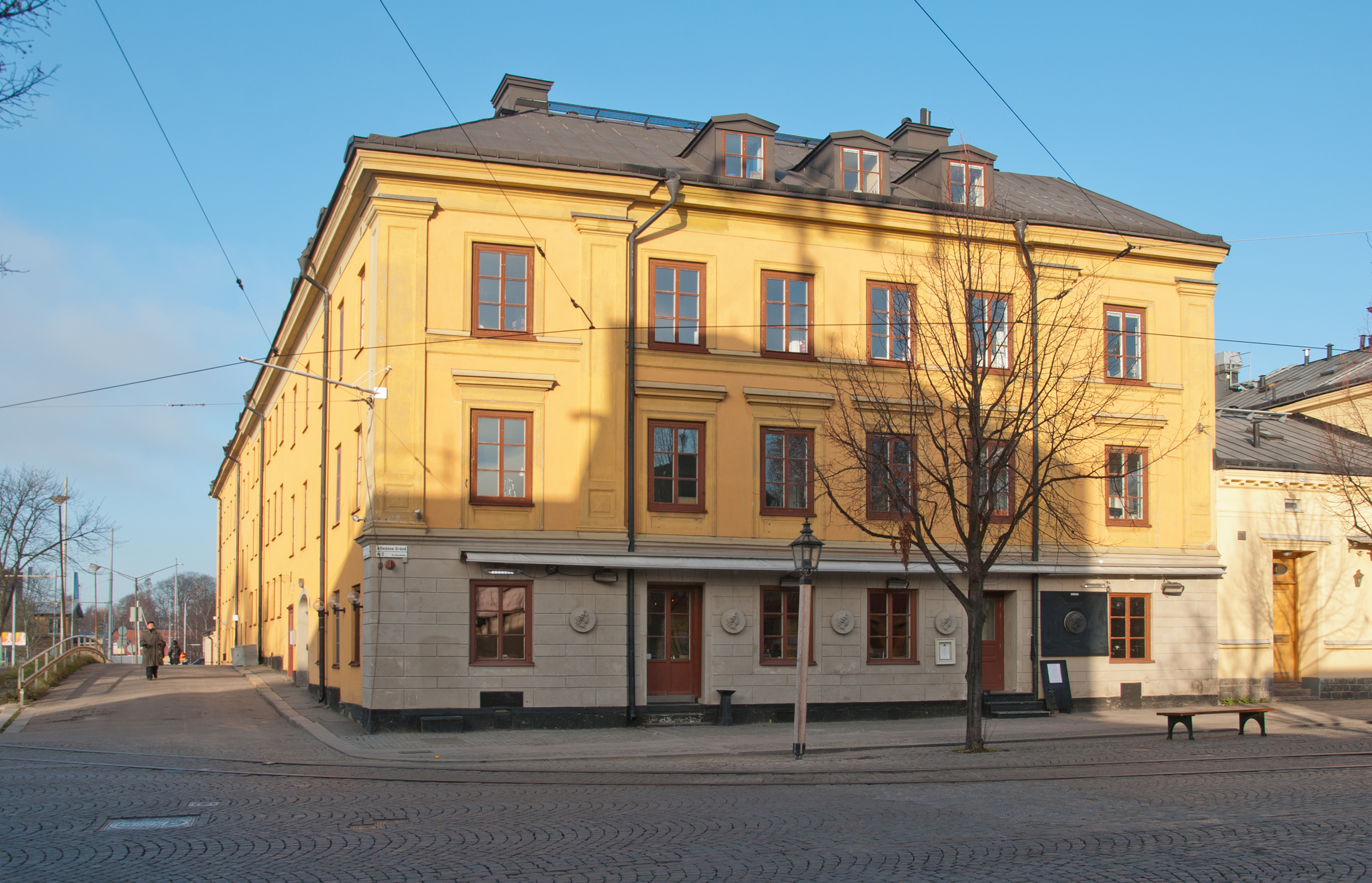
Konsthallen 14 sett från Allmänna Gränd 2011.

Konsthallen 14 är en fastighet i kvarteret Konsthallen vid Falkenbergsgatan och Allmänna Gränd på Djurgården i Stockholm med bebyggelse mestadels uppförd 1861-1870 och med en mindre del från 1849. Fastigheten anses vara ett välbevarat exempel på bostadsbebyggelse från 1860- och 1870-talen och är byggnadsminnesförklarad sedan 1994.
Här låg tidigare bland annat Wärdshuset Bellmansro, numera restaurang till franchisekedjan O'Learys.